# ريتشارد شارب شافر
ريتشارد شارب شافر (بالإنجليزية: Richard Sharpe Shaver)‏ (8 أكتوبر 1907 في الولايات المتحدة - 5 نوفمبر 1975، سوميت في الولايات المتحدة)؛ كاتب وروائي أمريكي.